# 허수 (별자리)
허수(虛宿)는 동아시아의 별자리인 이십팔수의 하나이다. 북방현무 7수(宿) 중 네 번째에 해당된다.
서양 별자리의 물병자리와 조랑말자리의 일부에 해당된다.

## 허수에 속한 별자리
허수에 속한 별자리들은 다음과 같다.
| 별자리 | 한자   | 별 개수 | 위치         |
| ------ | ------ | ------- | ------------ |
| 허     | 虛     | 2       | 물병, 조랑말 |
| 사명   | 司命   | 2       |              |
| 사록   | 司祿   | 2       |              |
| 사위   | 司危   | 2       |              |
| 사비   | 司非   | 2       |              |
| 곡     | 哭     | 2       |              |
| 읍     | 泣     | 2       |              |
| 천루성 | 天壘城 | 13      |              |
| 패구   | 敗臼   | 4       |              |
| 이유   | 離瑜   | 3       |              |

## 참고 문헌
- 권근 외, 『천상열차분야지도』, 서운관(書雲觀), 1395
- 이문규, 《고대 중국인이 바라본 하늘의 세계》, 문학과 지성사, 2000
- 이순지 저, 김수길.윤상철 역,《천문류초》, 대유학당, 1998
- 박창범, 《하늘에 새긴 우리역사》, 김영사, 2002